# Нук
Нук или Готхоб (гренл. Nuuk, дан. Godthåb) је главни и највећи град данске територије Гренланд. Седиште је владе и највећи културни и економски центар земље. По статистичким подацима из 2024. године имао је 19.872 становника што га чини једним од најмањих главних градова на свету по броју становника. Он је и најсевернији главни град на свету.

## Географија
Налази се на југозападној обали Гренланда, око 240 km јужно од Арктичког круга. У том делу Гренланда, због Западногренландске струје море не леди зими, што ствара повољне услове за риболов.
Планина Сермитсиаг (Sermitsiaq) се надвија над градом и може се видети свуда. По овој планини су добиле име и националне новине. Магнетна деклинација је у Нуку веома екстремна.

## Клима
У Нуку влада поларна клима, са хладним и снежним зимама и хладним летима. Најкраћи дан у години је 22. децембар када сунце излази у 10:30, а залази у 14:20. Најдужи дан у години је 21. јун, а тада сунце излази у 3:00 и не залази до 00:00. Температуре испод нуле је у просеку седам месеци годишње. Најхладнији месец је март са просечном температуром -8,0°C, а најтоплији јул са 7,5°C. Просечна годишња температура износи -1.42°C.

## Историја
Град је основао данско–норвешки официр Клаус Парс 1728. године, за време када је Гренланд био норвешка колонија под унијом Данска-Норвешка. Међутим, колонија није имала прави контакт са Норвешком скоро два века. Први назив града је био Готхаб што у преводу са данског значи Добра нада. Са њим је дошао и норвешки мисионар Ханс Егеде у циљу да локално становништво, инуите преведе у хришћанство. Први колонисти су углавном били војници, осуђена лица и проститутке, а већина је умрла у првој години од скорбута и других обољења. Године 1733, и 1734. епидемија малих богиња је убила већи део домаћег становништва, као и Егедову жену. Ханс Егеде се вратио у Данску 1736. године после 15 година на Гренланду, остављајући свог сина Пола да настави његов рад. Готхаб је постао седиште данске провинције Јужни Гренланд,, док је Годхавн (данашњи Кекертарсуак) био главни град Северног Гренланда све до 1940. године када је управа постала јединствена са седиштем у Готхабу. Године 1733, моравски мисионари су добили дозволу да започну мисију на острву. Они су из Нука почеле да шире хришћанство даље ка осталим местима.
Око 1850. горине, Гренланд, а посебно подручје око Нука били у кризи. Европљани су донели болести и културу која је били у сукобу са начинима живота аутохтоног становништва. Многи Гренланђани су живели у сиромаштву. Дански геолог Хенрик Јоханес Ринк је 1853. стигао до Гренланда и дошао до закључка да су Гренланђани изгубили много од своје културе и идентитета под данским утицајем. Због тога је он започео први гренландски новински лист чији је уредник био Гренланђанин. Седиште листа је било у Нуку и постао је веома важно средство за очување идентитета локалног становништва.
Током Другог светског рата, почело је буђење националног идентитета Гренланђана. Гренланђани почињу да развијају свој језик и окупљају савет у Нуку под вођством Еске Бруна. Сједињене Америчке Државе и Канада су 1940. године отворили своје конзулате у Нуку. Град је процветао педесетих година 20. века када је Данска почела да модернизује Гренланд. У Нуку данас живе Инуити и Данци. Тренутно више од трећине становништва Гренланда живи у граду и његовој околини. Када је град добио аутономију, променио је име у Нук.

## Демографија
Са 16.454 становника по попису из 2013. године, Нук је најбрже растући град на Гренланду. Становници из мањих градова се селе у Нук. Памиук, Тасилак и Нук су једини градови у општини Сермерсок и у њима живи трећина становника Гренланда. Број становника овим градовима је порастао последње две деценије. Број становника је за више од трећине повећан у односу на 1990. године, као и више од 22% у односу на 2000. годину.

## Влада и политика
Као главни град Гренланда, Нук је административни центар земље. У њему се налзе све важне институције. Седиште скупштине Гренланда (Inatsisartut) представља орган законодавне власти . Састоји се од 31 члана који се бирају тајним гласањем на изборима и њихов мандат траје четири године. Све политичке партије имају седиште у Нуку. То су: Заједница народа (Inuit Ataqatigiit), Напред (Siumut), Демократе (Demokraatit), Солидарност (Atassut), Удружење кандидата (Kattusseqatigiit) и Партија жена (Arnat Partiiat)

## Економија и инфраструктура
Иако је мали град, Нук је развио трговину, бизнис, бродоградњу и другу индустрију. Нук је почело као мало рибарско насеље, међутим како се економија брзо развијала седамдесетих и оасамдесетих година 20. века, рибарска индустрија у главном граду је опала. Међутим, плодови мора, укључујући рибе, и даље се продају у изобиљу у Нуку. Минерали као што су цинк, злато, и др. су допринели развоју привреде. Градови у Гренланду доста зависе и од инвестиција из Данске.
Сав монопол на струју у Гренланду има предузеће Nukissiorfiit. Нук добија струју из хидроелектране Буксефјорд.
Нук има неколико образовних институција из високог образовања. Универзитет Гренланда (Ilisimatusarfik) је једини универзитет на Гренланду и налази се у Нуку. Универзитет је основан 1987. године, а проширен 2007. године изградњом нове зграде под називом Ilimmarfik у којој су смештена одељења за новинарство, менаџмент и економију, језика, књижевности и медија, културне и друштвене историје, теологије и религије и социјалног рада. Нук је такође дом Одељењу за учење (Ilinniarfissuaq), најстаријој образовној установи на Гренланду, која се налази у старом колонијалном делу Нука. Остале значајне образовне институције укључују департман здравствене неге и здравствене науке, вишу техничку школу и рударску школу.
Зграда туристичке организације је направљена 1992. године као место које ће служити као помоћ туристима. Први тржни центар је отворен 2012. године, а садржи и прву подземну гаражу.
У граду се налази и болница Краљица Ингрид, која је главна болница за цео Гренланд. Има око 130 кревета.

## Саобраћај
Међународни аеродром се налази 4 km североисточно од центра града. Он је матично чвориште Ер Гренланда, националног превозника Гренланда. Поред њих, Ер Исланд редовно лети на релацији Рејкјавик – Нук.
Већином током године, два–три пута недељно иде трајект који повезује насеља на западној обали. У Гренланду по подацима из 2004. било 72 аутобуса и 2.570 аутомобила, а већина њих се вози у Нуку. У околини Нука је око 100 km путева. Главна улица у граду је Aqqusinersuaq и у њој се налазе бројне продавнице и хотел Ханс Егеде са 140 соба. Улица је дугачка 1,80 km.

## Знаменитости
Катедрала у Нуку или црква Наш Спаситељ је црвена грађевина саграђена је 1849. године. Током Дана државности велики број људи се скупља око цркве. 
Народни музеј Гренланда се налази у Нуку и био је један од првих музеја утврђених на Гренланду, започет средином шездесетих година 20. века. У музеју има много артефаката и експоната који се односе на Гренланд из области археологије, историје, уметности и занатства, као и Килакитсок мумије.

## Спорт
У Нуку постоје фудбалски клубови Нук Ил (основан 1934), Б-67, и ГСС Нук. Стадион Нук је вишенаменски стадион који се највише користи за фудбалске утакмице. Стадион има капацитет 2.000 места. Стадион се користи и за концерте. Шкотски бенд Назарет је ту одржао концерт.
У Нуку се налази и рукометна хала Godthåbhallen која има капацитет 1.000 места и у којој игра Рукометна репрезентација Гренланда. Репрезентација је три пута учествовала на светском првенству, а редован је учесник првенства Америке на којима су до сад освојили две бронзане медаље.
Постоји стаза за алпско скијање на планини , као и терен за голф.

## Партнерски градови
| - Куксхавен - Орхус - Ванта | - Чангчуен - Тивертон - Лингби | - Худинг - Рејкјавик - Ушуаја | - Бокас Таун - Соронг - Стокхолм |

## Галерија
- Музеј уметности
- Црква Наш Спаситељ
- Унутрашњост аеродрома
- Ноћ